# Tonny Nüsser
Tonny Nüsser (* 28. August 1923 in Rotterdam; † 16. September 2016 in Den Haag) war ein niederländischer Jazzmusiker (Schlagzeug).

## Leben und Wirken
Nüsser, der während der Jahre der deutschen Besetzung der Niederlande einige grundlegende Schlagzeug-Lektionen erhielt und zum Kreis um die damals renommierten Swing Papa's gehörte, war weitgehend Autodidakt. Sein großes Vorbild war zunächst Gene Krupa mit seiner Beherrschung der amerikanischen Trommeltechnik.
Im Frühjahr 1945 gründete er gemeinsam mit Peter Schilperoort, Frans Vink und Henny Frohwein ein Quartett, aus dem nach der Befreiung die Dutch Swing College Band entstand. Mit diesem rasch zum Septett erweiterten Orchester spielte er erfolgreich einige Monate lang auch in Apeldoorn für die kanadischen Streitkräfte. Als 1946 Meinungsverschiedenheiten über die zu verfolgende Musikrichtung auftraten, verließ er mit Frohwein und Vink die Band. In Den Haag fand er eine Anstellung als Berufsmusiker im Tanzorchester des Saxophonisten Aart Schol (1946). Danach arbeitete er mit dem Gitarristen Peter van Houten und in Carlo Carcassolas Band in Dänemark (1947). Erste Aufnahmen entstanden mit dem Orchester von Kees van Dorsser (1947). 1948 wurde er Mitglied der Swing-Band des Tenorsaxophonisten Piet van Dijk.
1949 war Nüsser an der Gründung des Atlantic Quintet beteiligt, das sich als erste Band der Niederlande dem Bebop widmete; mit diesem Quintett, zu dem neben ihm der Saxophonist und Klarinettist Arie Verhoef, der Bassist Henny Frohwein, der Gitarrist Frans van Lankeren und der Pianist Wim Jongbloed gehörte, entstanden auch Aufnahmen. 1950 tourte er mit dem Atlantic Quintet in Deutschland. Aufgrund eines psychischen Zusammenbruchs unterbrach er Anfang der 1950er Jahre seine Karriere, um zunächst im Textilgeschäft seines Vaters zu arbeiten. 1953 spielte er in Scheveningen bei Jazz at the Kurhaus, bei dem auch Aufnahmen mit ihm entstanden. 1954 erhielt er den niederländischen Rhythmus-Poll. Seit 1955 spielte er mit den Millers des Gitarristen Ab de Molenaar. Bis weit in die 1970er Jahre hinein arbeitete Nüsser in unregelmäßigen Abständen in dieser beliebten Swing-Combo. Nüsser spielte in weiteren Gruppen wie dem Sextett von Rob Pronk, dem Quartett von Peter Schilperoort (Aufnahmen 1957) und dem Holland Sextet. 1958 kam er als Schiffsmusiker nach New York, wo er mit dem Pianisten Dick Katz, dem Bassisten Norman Keenan, dem Gitarristen Joe Puma und dem Akkordeonisten Mat Mathews jammte, einem alten Weggefährten, der nach Amerika ausgewandert war, und auch in der Carnegie Hall auftrat.
Von Ende 1955 bis etwa 1969 arbeitete Tonny Nüsser auch in der Begleitcombo des Kabarettisten Toon Hermans, mit dem zudem diverse Alben entstanden. Daneben arbeitete er 1959 zusätzlich zu den bereits erwähnten Millers mit dem Orchester von Harry Bannink. In den sechziger Jahren spielte er auch mit Thom Kellings Ritmo Caliente, dem Rudy Bosch Sextett und Louis van Dijk. Im kommenden Jahrzehnt wirkte er auch gerne mit dem Pianisten Paul Ruys und dem Trio von Joop Reynolds, das viele Künstler begleitet, und im Orchester von Kees van Doorn. Mit dem Quartett des Pianisten Hans Vlig spielte er eine Zeitlang in München, dann im Trio mit Jimmy Woode und Hans Vlig, gelegentlich auch mit Dave Pike. Von 1971 bis 1975 gehörte er zudem zur Swing Combo des Bassisten Chris Smildiger. Weiterhin arbeitete er mit Fatty George und Oscar Klein in Wien. 1978 schrieb er im Auftrag der Stichting Bevordering Onderwijsmethoden die Broschüre Mensen maken muziek (Menschen machen Musik), zu der er auch eine EP mit Herman Schoonderwalt und Klaas Wit einspielte. Er ist auch auf Alben von Benny Waters, Sanny Day und Pia Beck zu hören. Dann arbeitete er mit Gijs Hendriks, bevor er um 1995 aufgrund einer Hörstörung mit dem Musizieren aufhören musste.